# Tournoi de tennis de Las Vegas
Le tournoi de Las Vegas fait référence à plusieurs tournois de tennis professionnel masculins et féminins organisés à Las Vegas au Nevada (États-Unis).

## Historique des tournois
Un premier tournoi masculin, le Alan King Tennis Classic, a été disputé à Las Vegas de 1972 à 1985. Il faisait partie du WCT Tour de 1972 à 1977, puis du circuit des Grand Prix de 1978 à 1985. L’événement était organisé sur dur et en extérieur par le célèbre acteur Alan King au Caesars Palace. Auparavant, d'autres tournois masculins ont eu lieu à Las Vegas : le Howard Hughes Open en 1969 et 1970 et le Tournament of Champions en 1978. 
De 2006 à 2008, le tournoi nommé « Tennis Channel Open », s'est déroulé à Las Vegas en remplacement du tournoi de l'Arizona qui se jouait à Scottsdale depuis 1986. Doté de 380 000 dollars, ce tournoi était classé International Series et se jouait sur dur au Darling Tennis Center.
En 2015 et quinze ans après la dernière édition, un nouveau tournoi du circuit Challenger est créé à Las Vegas avec le soutien de la Fondation Andre Agassi sous l'appellation « Las Vegas Tennis Open ». Il se joue au mois d'octobre sur dur au Frank and Vicki Fertitta Tennis Complex.
Chez les femmes, quatre éditions du tournoi féminin ont été organisées entre 1971 et 1981 dans les cadres notamment des Avon Series en 1980 et 1981. 
Depuis 2006, un tournoi féminin du circuit ITF est organisé régulièrement en fin d'année à Las Vegas et son agglomération. Il fait partie de l'Australian Open Wild Card Challenge organisé par la Fédération de tennis des États-Unis (USTA) qui permet à une joueuse américaine de décrocher une invitation pour intégrer directement le premier tournoi du Grand Chelem. Il se joue sur dur extérieur.
Après dix ans d'existence au Red Rock Country Club de Summerlin, le tournoi déménage en 2019 à Henderson au Dragon Ridge Country Club et devient le « Henderson Tennis Open ».

## Palmarès messieurs

### Simple
| No     | Date       | Nom et lieu du tournoi                                                                        | Catégorie                                                                                     | Dotation                                                                                      | Surface                                                                                       | Vainqueur                                                                                     | Finaliste                                                                                     | Score                                                                                         |                                                                                               |
| ------ | ---------- | --------------------------------------------------------------------------------------------- | --------------------------------------------------------------------------------------------- | --------------------------------------------------------------------------------------------- | --------------------------------------------------------------------------------------------- | --------------------------------------------------------------------------------------------- | --------------------------------------------------------------------------------------------- | --------------------------------------------------------------------------------------------- | --------------------------------------------------------------------------------------------- |
| 1      | 06-10-1969 | Howard Hughes Open, Las Vegas                                                                 |                                                                                               | 40 000 $                                                                                      | Dur (ext.)                                                                                    | Pancho Gonzales                                                                               | Arthur Ashe                                                                                   | 6-0, 6-2, 6-4                                                                                 |                                                                                               |
| 2      | 04-05-1970 | Howard Hughes Open, Las Vegas                                                                 | Non-ATP                                                                                       | 47 000 $                                                                                      | Dur (ext.)                                                                                    | Pancho Gonzales                                                                               | Rod Laver                                                                                     | 6-1, 7-5, 5-7, 6-3                                                                            |                                                                                               |
| 3      | 08-05-1972 | Alan King Tennis Classic, Las Vegas                                                           | WCT                                                                                           | 250 000 $                                                                                     | Dur (ext.)                                                                                    | John Newcombe                                                                                 | Cliff Drysdale                                                                                | 6-3, 6-4                                                                                      |                                                                                               |
| 4      | 14-05-1973 | Alan King/Caesars Palace Tennis Classic, Las Vegas                                            | WCT                                                                                           | 250 000 $                                                                                     | Dur (ext.)                                                                                    | Brian Gottfried                                                                               | Arthur Ashe                                                                                   | 6-1, 6-3                                                                                      |                                                                                               |
| 5      | 13-05-1974 | Alan King/Caesars Palace Tennis Classic, Las Vegas                                            | WCT                                                                                           | 250 000 $                                                                                     | Dur (ext.)                                                                                    | Rod Laver                                                                                     | Marty Riessen                                                                                 | 6-2, 6-2                                                                                      |                                                                                               |
| 6      | 12-05-1975 | Alan King/Caesars Palace Tennis Classic, Las Vegas                                            | WCT                                                                                           | 250 000 $                                                                                     | Dur (ext.)                                                                                    | Roscoe Tanner                                                                                 | Ross Case                                                                                     | 5-7, 7-5, 7-6                                                                                 |                                                                                               |
| 7      | 10-05-1976 | Alan King/Caesars Palace Tennis Classic, Las Vegas                                            | WCT                                                                                           | 250 000 $                                                                                     | Dur (ext.)                                                                                    | Jimmy Connors                                                                                 | Ken Rosewall                                                                                  | 6-1, 6-3                                                                                      |                                                                                               |
| 8      | 25-04-1977 | Alan King/Caesars Palace Tennis Classic, Las Vegas                                            | WCT                                                                                           | 250 000 $                                                                                     | Dur (ext.)                                                                                    | Jimmy Connors                                                                                 | Raúl Ramírez                                                                                  | 6-4, 5-7, 6-2                                                                                 |                                                                                               |
| 9      | 24-04-1978 | Alan King/Caesars Palace Tennis Classic, Las Vegas                                            |                                                                                               | 250 000 $                                                                                     | Dur (ext.)                                                                                    | Harold Solomon                                                                                | Corrado Barazzutti                                                                            | 6-1, 3-0, ab.                                                                                 |                                                                                               |
| 10     | 23-04-1979 | Alan King/Caesars Palace Tennis Classic, Las Vegas                                            |                                                                                               | 300 000 $                                                                                     | Dur (ext.)                                                                                    | Björn Borg                                                                                    | Jimmy Connors                                                                                 | 6-3, 6-2                                                                                      |                                                                                               |
| 11     | 21-04-1980 | Alan King/Caesars Palace Tennis Classic, Las Vegas                                            |                                                                                               | 300 000 $                                                                                     | Dur (ext.)                                                                                    | Björn Borg                                                                                    | Harold Solomon                                                                                | 6-3, 6-1                                                                                      |                                                                                               |
| 12     | 20-04-1981 | Alan King/Caesars Palace Tennis Classic, Las Vegas                                            |                                                                                               | 300 000 $                                                                                     | Dur (ext.)                                                                                    | Ivan Lendl                                                                                    | Harold Solomon                                                                                | 6-4, 6-2                                                                                      |                                                                                               |
| 13     | 26-04-1982 | Alan King/Caesars Palace Tennis Classic, Las Vegas                                            |                                                                                               | 300 000 $                                                                                     | Dur (ext.)                                                                                    | Jimmy Connors                                                                                 | Gene Mayer                                                                                    | 5-2, ab.                                                                                      |                                                                                               |
| 14     | 25-04-1983 | Alan King/Caesars Palace Tennis Classic, Las Vegas                                            |                                                                                               | 250 000 $                                                                                     | Dur (ext.)                                                                                    | Jimmy Connors                                                                                 | Mark Edmondson                                                                                | 7-6, 6-1                                                                                      |                                                                                               |
|        | 1984       | Pas de tournoi                                                                                | Pas de tournoi                                                                                | Pas de tournoi                                                                                | Pas de tournoi                                                                                | Pas de tournoi                                                                                | Pas de tournoi                                                                                | Pas de tournoi                                                                                | Pas de tournoi                                                                                |
| 15     | 29-04-1985 | Alan King/Caesars Palace Tennis Classic, Las Vegas                                            |                                                                                               | 400 000 $                                                                                     | Dur (ext.)                                                                                    | Johan Kriek                                                                                   | Jimmy Arias                                                                                   | 4-6, 6-3, 6-4, 6-2                                                                            |                                                                                               |
|        | 1986-1996  | Pas de tournoi                                                                                | Pas de tournoi                                                                                | Pas de tournoi                                                                                | Pas de tournoi                                                                                | Pas de tournoi                                                                                | Pas de tournoi                                                                                | Pas de tournoi                                                                                | Pas de tournoi                                                                                |
| (I)    | 10-11-1997 | Las Vegas Challenger, Las Vegas                                                               | Challenger                                                                                    | 50 000 $                                                                                      | Dur (ext.)                                                                                    | Christian Vinck                                                                               | Andre Agassi                                                                                  | 6-2, 7-5                                                                                      |                                                                                               |
| (II)   | 09-11-1998 | Las Vegas Challenger, Las Vegas                                                               | Challenger                                                                                    | 50 000 $                                                                                      | Dur (ext.)                                                                                    | Cecil Mamiit                                                                                  | Maurice Ruah                                                                                  | 7-5, 6-3                                                                                      |                                                                                               |
|        | 1999       | Pas de tournoi                                                                                | Pas de tournoi                                                                                | Pas de tournoi                                                                                | Pas de tournoi                                                                                | Pas de tournoi                                                                                | Pas de tournoi                                                                                | Pas de tournoi                                                                                | Pas de tournoi                                                                                |
| (III)  | 30-10-2000 | Las Vegas Challenger, Las Vegas                                                               | Challenger                                                                                    | 50 000 $                                                                                      | Dur (ext.)                                                                                    | Neville Godwin                                                                                | Cristiano Caratti                                                                             | 6-3, 6-3                                                                                      |                                                                                               |
|        | 2001-2005  | Pas de tournoi (voir Tournoi de tennis de l'Arizona pour les éditions disputées à Scottsdale) | Pas de tournoi (voir Tournoi de tennis de l'Arizona pour les éditions disputées à Scottsdale) | Pas de tournoi (voir Tournoi de tennis de l'Arizona pour les éditions disputées à Scottsdale) | Pas de tournoi (voir Tournoi de tennis de l'Arizona pour les éditions disputées à Scottsdale) | Pas de tournoi (voir Tournoi de tennis de l'Arizona pour les éditions disputées à Scottsdale) | Pas de tournoi (voir Tournoi de tennis de l'Arizona pour les éditions disputées à Scottsdale) | Pas de tournoi (voir Tournoi de tennis de l'Arizona pour les éditions disputées à Scottsdale) | Pas de tournoi (voir Tournoi de tennis de l'Arizona pour les éditions disputées à Scottsdale) |
| 16     | 27-02-2006 | Tennis Channel Open, Las Vegas                                                                | Int' Series                                                                                   | 380 000 $                                                                                     | Dur (ext.)                                                                                    | James Blake                                                                                   | Lleyton Hewitt                                                                                | 7-5, 2-6, 6-3                                                                                 | Tableau                                                                                       |
| 17     | 25-02-2007 | Tennis Channel Open, Las Vegas                                                                | Int' Series                                                                                   | 416 000 $                                                                                     | Dur (ext.)                                                                                    | Lleyton Hewitt                                                                                | Jürgen Melzer                                                                                 | 6-4, 7-610                                                                                    | Tableau                                                                                       |
| 18     | 03-03-2008 | Tennis Channel Open, Las Vegas                                                                | Int' Series                                                                                   | 436 000 $                                                                                     | Dur (ext.)                                                                                    | Sam Querrey                                                                                   | Kevin Anderson                                                                                | 4-6, 6-3, 6-4                                                                                 | Tableau                                                                                       |
|        | 2009-2014  | Pas de tournoi                                                                                | Pas de tournoi                                                                                | Pas de tournoi                                                                                | Pas de tournoi                                                                                | Pas de tournoi                                                                                | Pas de tournoi                                                                                | Pas de tournoi                                                                                | Pas de tournoi                                                                                |
| (IV)   | 19-10-2015 | Las Vegas Tennis Open, Las Vegas                                                              | Challenger                                                                                    | 50 000 $                                                                                      | Dur (ext.)                                                                                    | Thiemo de Bakker                                                                              | Grega Žemlja                                                                                  | 3-6, 6-3, 6-1                                                                                 |                                                                                               |
| (V)    | 17-10-2016 | Las Vegas Tennis Open, Las Vegas                                                              | Challenger                                                                                    | 50 000 $ +H                                                                                   | Dur (ext.)                                                                                    | Sam Groth                                                                                     | Santiago Giraldo                                                                              | 64-7, 6-4, 7-5                                                                                |                                                                                               |
| (VI)   | 16-10-2017 | Las Vegas Tennis Open, Las Vegas                                                              | Challenger                                                                                    | 50 000 $ +H                                                                                   | Dur (ext.)                                                                                    | Stefan Kozlov                                                                                 | Liam Broady                                                                                   | 3-6, 7-5, 6-4                                                                                 |                                                                                               |
| (VII)  | 22-10-2018 | Las Vegas Tennis Open, Las Vegas                                                              | Challenger                                                                                    | 50 000 $ +H                                                                                   | Dur (ext.)                                                                                    | Thanasi Kokkinakis                                                                            | Blaž Rola                                                                                     | 6-4, 6-4                                                                                      |                                                                                               |
| (VIII) | 14-10-2019 | Las Vegas Tennis Open, Las Vegas                                                              | Challenger                                                                                    | 54 160 $                                                                                      | Dur (ext.)                                                                                    | Vasek Pospisil                                                                                | James Duckworth                                                                               | 7-5, 611-7, 6-3                                                                               |                                                                                               |
|        | 2020       | Édition annulée                                                                               | Édition annulée                                                                               | Édition annulée                                                                               | Édition annulée                                                                               | Édition annulée                                                                               | Édition annulée                                                                               | Édition annulée                                                                               | Édition annulée                                                                               |
| (IX)   | 25-10-2021 | Las Vegas Tennis Open, Las Vegas                                                              | Challenger                                                                                    | 52 080 $                                                                                      | Dur (ext.)                                                                                    | Jeffrey John Wolf                                                                             | Stefan Kozlov                                                                                 | 6-4, 6-4                                                                                      |                                                                                               |
| (X)    | 24-10-2022 | Las Vegas Tennis Open, Las Vegas                                                              | Challenger                                                                                    | 53 120 $                                                                                      | Dur (ext.)                                                                                    | Tennys Sandgren                                                                               | Stefan Kozlov                                                                                 | 7-5, 6-3                                                                                      |                                                                                               |

### Double
| No     | Date       | Nom et lieu du tournoi                                                                        | Catégorie                                                                                     | Dotation                                                                                      | Surface                                                                                       | Vainqueurs                                                                                    | Finalistes                                                                                    | Score                                                                                         |                                                                                               |
| ------ | ---------- | --------------------------------------------------------------------------------------------- | --------------------------------------------------------------------------------------------- | --------------------------------------------------------------------------------------------- | --------------------------------------------------------------------------------------------- | --------------------------------------------------------------------------------------------- | --------------------------------------------------------------------------------------------- | --------------------------------------------------------------------------------------------- | --------------------------------------------------------------------------------------------- |
| 1      | 08-05-1972 | Alan King Tennis Classic, Las Vegas                                                           |                                                                                               | 250 000 $                                                                                     | Dur (ext.)                                                                                    | Roy Emerson Rod Laver                                                                         | John Newcombe Tony Roche                                                                      | 7-6, 1-6, 6-2                                                                                 |                                                                                               |
| 2      | 14-05-1973 | Alan King/Caesars Palace Tennis Classic, Las Vegas                                            |                                                                                               | 250 000 $                                                                                     | Dur (ext.)                                                                                    | Brian Gottfried Dick Stockton                                                                 | Ken Rosewall Fred Stolle                                                                      | 6-7, 6-4, 6-4                                                                                 |                                                                                               |
| 3      | 13-05-1974 | Alan King/Caesars Palace Tennis Classic, Las Vegas                                            |                                                                                               | 250 000 $                                                                                     | Dur (ext.)                                                                                    | Roy Emerson Rod Laver                                                                         | Frew McMillan John Newcombe                                                                   | 6-7, 6-4, 6-4                                                                                 |                                                                                               |
| 4      | 12-05-1975 | Alan King/Caesars Palace Tennis Classic, Las Vegas                                            |                                                                                               | 250 000 $                                                                                     | Dur (ext.)                                                                                    | John Alexander Phil Dent                                                                      | Robert Carmichael Cliff Drysdale                                                              | 6-1, 6-4                                                                                      |                                                                                               |
| 5      | 10-05-1976 | Alan King/Caesars Palace Tennis Classic, Las Vegas                                            |                                                                                               | 250 000 $                                                                                     | Dur (ext.)                                                                                    | Arthur Ashe Charlie Pasarell                                                                  | Robert Lutz Stan Smith                                                                        | 6-4, 6-2                                                                                      |                                                                                               |
| 6      | 25-04-1977 | Alan King/Caesars Palace Tennis Classic, Las Vegas                                            |                                                                                               | 250 000 $                                                                                     | Dur (ext.)                                                                                    | Robert Lutz Stan Smith                                                                        | Bob Hewitt Raúl Ramírez                                                                       | 6-3, 3-6, 6-4                                                                                 |                                                                                               |
| 7      | 24-04-1978 | Alan King/Caesars Palace Tennis Classic, Las Vegas                                            |                                                                                               | 250 000 $                                                                                     | Dur (ext.)                                                                                    | Álvaro Fillol Jaime Fillol                                                                    | Bob Hewitt Raúl Ramírez                                                                       | 6-3, 7-6                                                                                      |                                                                                               |
| 8      | 23-04-1979 | Alan King/Caesars Palace Tennis Classic, Las Vegas                                            |                                                                                               | 300 000 $                                                                                     | Dur (ext.)                                                                                    | Marty Riessen Sherwood Stewart                                                                | Adriano Panatta Raúl Ramírez                                                                  | 4-6, 6-4, 7-6                                                                                 |                                                                                               |
| 9      | 21-04-1980 | Alan King/Caesars Palace Tennis Classic, Las Vegas                                            |                                                                                               | 300 000 $                                                                                     | Dur (ext.)                                                                                    | Robert Lutz Stan Smith                                                                        | Wojtek Fibak Gene Mayer                                                                       | 6-2, 7-5                                                                                      |                                                                                               |
| 10     | 20-04-1981 | Alan King/Caesars Palace Tennis Classic, Las Vegas                                            |                                                                                               | 300 000 $                                                                                     | Dur (ext.)                                                                                    | Peter Fleming John McEnroe                                                                    | Tracy Delatte Trey Waltke                                                                     | 6-3, 7-6                                                                                      |                                                                                               |
| 11     | 26-04-1982 | Alan King/Caesars Palace Tennis Classic, Las Vegas                                            |                                                                                               | 300 000 $                                                                                     | Dur (ext.)                                                                                    | Sherwood Stewart Ferdi Taygan                                                                 | Carlos Kirmayr Van Winitsky                                                                   | 7-6, 6-4                                                                                      |                                                                                               |
| 12     | 25-04-1983 | Alan King/Caesars Palace Tennis Classic, Las Vegas                                            |                                                                                               | 250 000 $                                                                                     | Dur (ext.)                                                                                    | Kevin Curren Steve Denton                                                                     | Tracy Delatte Johan Kriek                                                                     | 6-3, 7-5                                                                                      |                                                                                               |
|        | 1984       | Pas de tournoi                                                                                | Pas de tournoi                                                                                | Pas de tournoi                                                                                | Pas de tournoi                                                                                | Pas de tournoi                                                                                | Pas de tournoi                                                                                | Pas de tournoi                                                                                | Pas de tournoi                                                                                |
| 13     | 29-04-1985 | Alan King/Caesars Palace Tennis Classic, Las Vegas                                            |                                                                                               | 400 000 $                                                                                     | Dur (ext.)                                                                                    | Pat Cash John Fitzgerald                                                                      | Paul Annacone Christo van Rensburg                                                            | 7-6, 6-7, 7-6                                                                                 |                                                                                               |
|        | 1986-1996  | Pas de tournoi                                                                                | Pas de tournoi                                                                                | Pas de tournoi                                                                                | Pas de tournoi                                                                                | Pas de tournoi                                                                                | Pas de tournoi                                                                                | Pas de tournoi                                                                                | Pas de tournoi                                                                                |
| (I)    | 10-11-1997 | Las Vegas Challenger, Las Vegas                                                               | Challenger                                                                                    | 50 000 $                                                                                      | Dur (ext.)                                                                                    | David DiLucia Michael Sell                                                                    | Paul Goldstein Jim Thomas                                                                     | 6-4, 6-4                                                                                      |                                                                                               |
| (II)   | 09-11-1998 | Las Vegas Challenger, Las Vegas                                                               | Challenger                                                                                    | 50 000 $                                                                                      | Dur (ext.)                                                                                    | Marcos Ondruska Byron Talbot                                                                  | David DiLucia Michael Sell                                                                    | 7-6, 6-3                                                                                      |                                                                                               |
|        | 1999       | Pas de tournoi                                                                                | Pas de tournoi                                                                                | Pas de tournoi                                                                                | Pas de tournoi                                                                                | Pas de tournoi                                                                                | Pas de tournoi                                                                                | Pas de tournoi                                                                                | Pas de tournoi                                                                                |
| (III)  | 30-10-2000 | Las Vegas Challenger, Las Vegas                                                               | Challenger                                                                                    | 50 000 $                                                                                      | Dur (ext.)                                                                                    | Jeff Coetzee Marcos Ondruska                                                                  | Mardy Fish Andy Roddick                                                                       | 69-7, 7-66, 6-1                                                                               |                                                                                               |
|        | 2001-2005  | Pas de tournoi (voir Tournoi de tennis de l'Arizona pour les éditions disputées à Scottsdale) | Pas de tournoi (voir Tournoi de tennis de l'Arizona pour les éditions disputées à Scottsdale) | Pas de tournoi (voir Tournoi de tennis de l'Arizona pour les éditions disputées à Scottsdale) | Pas de tournoi (voir Tournoi de tennis de l'Arizona pour les éditions disputées à Scottsdale) | Pas de tournoi (voir Tournoi de tennis de l'Arizona pour les éditions disputées à Scottsdale) | Pas de tournoi (voir Tournoi de tennis de l'Arizona pour les éditions disputées à Scottsdale) | Pas de tournoi (voir Tournoi de tennis de l'Arizona pour les éditions disputées à Scottsdale) | Pas de tournoi (voir Tournoi de tennis de l'Arizona pour les éditions disputées à Scottsdale) |
| 14     | 27-02-2006 | Tennis Channel Open, Las Vegas                                                                | Int' Series                                                                                   | 380 000 $                                                                                     | Dur (ext.)                                                                                    | Bob Bryan Mike Bryan                                                                          | Robert Lindstedt Jaroslav Levinský                                                            | 6-3, 6-2                                                                                      | Tableau                                                                                       |
| 15     | 25-02-2007 | Tennis Channel Open, Las Vegas                                                                | Int' Series                                                                                   | 416 000 $                                                                                     | Dur (ext.)                                                                                    | Bob Bryan Mike Bryan                                                                          | Jonathan Erlich Andy Ram                                                                      | 7-66, 6-2                                                                                     | Tableau                                                                                       |
| 16     | 03-03-2008 | Tennis Channel Open, Las Vegas                                                                | Int' Series                                                                                   | 436 000 $                                                                                     | Dur (ext.)                                                                                    | Julien Benneteau Michaël Llodra                                                               | Bob Bryan Mike Bryan                                                                          | 6-4, 4-6, [10-8]                                                                              | Tableau                                                                                       |
|        | 2009-2014  | Pas de tournoi                                                                                | Pas de tournoi                                                                                | Pas de tournoi                                                                                | Pas de tournoi                                                                                | Pas de tournoi                                                                                | Pas de tournoi                                                                                | Pas de tournoi                                                                                | Pas de tournoi                                                                                |
| (IV)   | 19-10-2015 | Las Vegas Tennis Open, Las Vegas                                                              | Challenger                                                                                    | 50 000 $                                                                                      | Dur (ext.)                                                                                    | Carsten Ball Dustin Brown                                                                     | Dean O'Brien Ruan Roelofse                                                                    | 3-6, 6-3, [10-6]                                                                              |                                                                                               |
| (V)    | 17-10-2016 | Las Vegas Tennis Open, Las Vegas                                                              | Challenger                                                                                    | 50 000 $ +H                                                                                   | Dur (ext.)                                                                                    | Brian Baker Matt Reid                                                                         | Bjorn Fratangelo Denis Kudla                                                                  | 6-1, 7-5                                                                                      |                                                                                               |
| (VI)   | 16-10-2017 | Las Vegas Tennis Open, Las Vegas                                                              | Challenger                                                                                    | 50 000 $ +H                                                                                   | Dur (ext.)                                                                                    | Brydan Klein Joe Salisbury                                                                    | Hans Hach Verdugo Dennis Novikov                                                              | 6-3, 4-6, [10-3]                                                                              |                                                                                               |
| (VII)  | 22-10-2018 | Las Vegas Tennis Open, Las Vegas                                                              | Challenger                                                                                    | 50 000 $ +H                                                                                   | Dur (ext.)                                                                                    | Marcelo Arévalo Roberto Maytín                                                                | Robert Galloway Nathan Pasha                                                                  | 6-3, 6-3                                                                                      |                                                                                               |
| (VIII) | 14-10-2019 | Las Vegas Tennis Open, Las Vegas                                                              | Challenger                                                                                    | 54 160 $                                                                                      | Dur (ext.)                                                                                    | Ruben Gonzales Ruan Roelofse                                                                  | Nathan Pasha Max Schnur                                                                       | 2-6, 6-3, [10-8]                                                                              |                                                                                               |
|        | 2020       | Édition annulée                                                                               | Édition annulée                                                                               | Édition annulée                                                                               | Édition annulée                                                                               | Édition annulée                                                                               | Édition annulée                                                                               | Édition annulée                                                                               | Édition annulée                                                                               |
| (IX)   | 25-10-2021 | Las Vegas Tennis Open, Las Vegas                                                              | Challenger                                                                                    | 52 080 $                                                                                      | Dur (ext.)                                                                                    | William Blumberg Max Schnur                                                                   | Jason Jung Evan King                                                                          | 7-5, 65-7, [10-5]                                                                             |                                                                                               |
| (X)    | 24-10-2022 | Las Vegas Tennis Open, Las Vegas                                                              | Challenger                                                                                    | 53 120 $                                                                                      | Dur (ext.)                                                                                    | Julian Cash Henry Patten                                                                      | Constantin Frantzen Reese Stalder                                                             | 6-4, 7-61                                                                                     |                                                                                               |

## Palmarès dames

### Simple
| No | Date       | Nom et lieu du tournoi               | Catégorie       | Dotation        | Surface         | Vainqueure          | Finaliste                 | Score           |                 |
| -- | ---------- | ------------------------------------ | --------------- | --------------- | --------------- | ------------------- | ------------------------- | --------------- | --------------- |
| 1  | 07-10-1969 | Howard Hughes Open, Las Vegas        |                 | NC              | Dur (ext.)      | Nancy Richey        | Billie Jean King          | 2-6, 6-4, 6-1   | Tableau         |
| 2  | 12-04-1971 | Caesar’s Palace World Pro, Las Vegas | VS Tour         | 29 200 $        | NC              | Ann Haydon-Jones    | Billie Jean King          | 7-5, 6-4        | Tableau         |
| 3  | 14-01-1980 | Avon Futures of Las Vegas, Las Vegas | Futures         | 25 000 $        | Dur (int.)      | Andrea Jaeger       | Barbara Potter            | 7-6, 4-6, 6-1   | Tableau         |
| 4  | 15-09-1980 | Buick Riviera Classic, Las Vegas     |                 | 200 000 $       | Dur (int.)      | Andrea Jaeger       | Hana Mandlíková           | 7-5, 4-6, 6-3   | Tableau         |
| 5  | 02-03-1981 | Avon Futures of Las Vegas, Las Vegas | Futures         | 30 000 $        | Dur (int.)      | Yvonne Vermaak      | Iva Budařová              | 6-2, 6-3        | Tableau         |
|    | 1982-1998  | Pas de tournoi                       | Pas de tournoi  | Pas de tournoi  | Pas de tournoi  | Pas de tournoi      | Pas de tournoi            | Pas de tournoi  | Pas de tournoi  |
| 6  | 12-04-1999 | , Las Vegas                          | ITF             | 25 000 $        | Dur (ext.)      | Erika de Lone       | Hila Rosen                | 6-3, 6-2        |                 |
|    | 2000-2005  | Pas de tournoi                       | Pas de tournoi  | Pas de tournoi  | Pas de tournoi  | Pas de tournoi      | Pas de tournoi            | Pas de tournoi  | Pas de tournoi  |
| 7  | 27-02-2006 | , Las Vegas                          | ITF             | 75 000 $        | Dur (ext.)      | Shenay Perry        | Emma Laine                | 6-1, 6-4        |                 |
| 8  | 26-02-2007 | Mirage Cup, Las Vegas                | ITF4            | 75 000 $        | Dur (ext.)      | Caroline Wozniacki  | Akiko Morigami            | 6-3, 6-2        |                 |
| 9  | 27-02-2008 | , Las Vegas                          | ITF4            | 50 000 $        | Dur (ext.)      | Camille Pin         | Asia Muhammad             | 6-4, 6-1        |                 |
| 10 | 28-09-2009 | Lexus of Las Vegas Open, Las Vegas   | ITF4            | 50 000 $        | Dur (ext.)      | Regina Kulikova     | Anikó Kapros              | 6-2, 6-2        |                 |
| 11 | 27-09-2010 | Lexus of Las Vegas Open, Las Vegas   | ITF4            | 50 000 $        | Dur (ext.)      | Varvara Lepchenko   | Sorana Cîrstea            | 6-2, 6-2        |                 |
| 12 | 26-09-2011 | Lexus of Las Vegas Open, Las Vegas   | ITF4            | 50 000 $        | Dur (ext.)      | Romina Oprandi      | Alexa Glatch              | 62-7, 6-3, 7-64 |                 |
| 13 | 24-09-2012 | Party Rock Open, Las Vegas           | ITF4            | 50 000 $        | Dur (ext.)      | Lauren Davis        | Shelby Rogers             | 65-7, 6-2, 6-2  |                 |
| 14 | 23-09-2013 | Party Rock Open, Las Vegas           | ITF4            | 50 000 $        | Dur (ext.)      | Melanie Oudin       | Coco Vandeweghe           | 5-7, 6-3, 6-3   |                 |
| 15 | 22-09-2014 | Red Rock Pro Open, Las Vegas         | ITF4            | 50 000 $        | Dur (ext.)      | Madison Brengle     | Michelle Larcher de Brito | 6-1, 6-4        |                 |
| 16 | 28-09-2015 | Red Rock Pro Open, Las Vegas         | ITF4            | 50 000 $        | Dur (ext.)      | Michaëlla Krajicek  | Shelby Rogers             | 6-3, 6-1        |                 |
| 17 | 26-09-2016 | Red Rock Pro Open, Las Vegas         | ITF4            | 50 000 $        | Dur (ext.)      | Alison Van Uytvanck | Sofia Kenin               | 3-6, 7-64, 6-2  |                 |
| 18 | 11-09-2017 | Red Rock Pro Open, Las Vegas         | ITF4            | 60 000 $        | Dur (ext.)      | Sesil Karatantcheva | Elitsa Kostova            | 6-4, 4-6, 7-5   |                 |
| 19 | 05-11-2018 | Red Rock Pro Open, Las Vegas         | ITF4            | 80 000 $        | Dur (ext.)      | Belinda Bencic      | Nicole Gibbs              | 7-5, 6-1        |                 |
| 20 | 04-11-2019 | Henderson Tennis Open, Las Vegas     | ITF4            | 60 000 $        | Dur (ext.)      | Mayo Hibi           | Anhelina Kalinina         | 6-2, 5-7, 6-2   |                 |
|    | 2020       | Édition annulée                      | Édition annulée | Édition annulée | Édition annulée | Édition annulée     | Édition annulée           | Édition annulée | Édition annulée |
| 21 | 04-10-2021 | Henderson Tennis Open, Las Vegas     | ITF4            | 60 000 $        | Dur (ext.)      | Emina Bektas        | Yuriko Lily Miyazaki      | 6-1, 6-1        |                 |
| 22 | 10-10-2022 | Henderson Tennis Open, Las Vegas     | ITF4            | 60 000 $        | Dur (ext.)      | Yuan Yue            | Diana Shnaider            | 4-6, 6-3, 6-1   |                 |

### Double
| No | Date       | Nom et lieu du tournoi              | Catégorie       | Dotation        | Surface         | Vainqueures                           | Finalistes                               | Score            |                 |
| -- | ---------- | ----------------------------------- | --------------- | --------------- | --------------- | ------------------------------------- | ---------------------------------------- | ---------------- | --------------- |
| 1  | 12-04-1971 | Caesar’s Palace World Pro Las Vegas | VS Tour         | 29 200 $        | NC              | Françoise Dürr Ann Haydon-Jones       | Rosie Casals Billie Jean King            | 0-6, 6-2, 6-4    | Tableau         |
| 2  | 14-01-1980 | Avon Futures of Las Vegas Las Vegas | Futures         | 25 000 $        | Dur (int.)      | Kay McDaniel Barbara Potter           | Diane Desfor Barbara Jordan              | 4-6, 7-6, 6-4    | Tableau         |
| 3  | 15-09-1980 | Buick Riviera Classic Las Vegas     |                 | 200 000 $       | Dur (int.)      | Kathy Jordan Anne Smith               | Martina Navrátilová Betty Stöve          | 2-6, 6-4, 6-3    | Tableau         |
| 4  | 02-03-1981 | Avon Futures of Las Vegas Las Vegas | Futures         | 30 000 $        | Dur (int.)      | Sherry Acker Paula Smith              | Laura duPont Barbara Jordan              | 2-6, 6-4, 6-3    | Tableau         |
|    | 1982-1998  | Pas de tournoi                      | Pas de tournoi  | Pas de tournoi  | Pas de tournoi  | Pas de tournoi                        | Pas de tournoi                           | Pas de tournoi   | Pas de tournoi  |
| 5  | 12-04-1999 | Las Vegas                           | ITF             | 25 000 $        | Dur (ext.)      | Erika de Lone Annabel Ellwood         | Rika Hiraki Lisa McShea                  | 7-6, 6-2         |                 |
|    | 2000-2005  | Pas de tournoi                      | Pas de tournoi  | Pas de tournoi  | Pas de tournoi  | Pas de tournoi                        | Pas de tournoi                           | Pas de tournoi   | Pas de tournoi  |
| 6  | 27-02-2006 | Las Vegas                           | ITF             | 75 000 $        | Dur (ext.)      | Casey Dellacqua Nicole Pratt          | Maria Fernanda Alves Tatiana Perebiynis  | Forfait          |                 |
| 7  | 26-02-2007 | Mirage Cup Las Vegas                | ITF4            | 75 000 $        | Dur (ext.)      | Victoria Azarenka Tatiana Poutchek    | Maret Ani Alberta Brianti                | 6-2, 6-4         |                 |
| 8  | 03-03-2008 | Las Vegas                           | ITF4            | 50 000 $        | Dur (ext.)      | Melinda Czink Renata Voráčová         | Chan Chin-wei Tetiana Luzhanska          | 6-3, 6-2         |                 |
| 9  | 28-09-2009 | Lexus of Las Vegas Open Las Vegas   | ITF4            | 50 000 $        | Dur (ext.)      | Anikó Kapros Agustina Lepore          | Kimberly Couts Lindsay Lee-Waters        | 6-2, 7-5         |                 |
| 10 | 27-09-2010 | Lexus of Las Vegas Open Las Vegas   | ITF4            | 50 000 $        | Dur (ext.)      | Lindsay Lee-Waters Megan Moulton-Levy | Irina Falconi Maria Sanchez              | 1-6, 7-5, [10-4] |                 |
| 11 | 26-09-2011 | Lexus of Las Vegas Open Las Vegas   | ITF4            | 50 000 $        | Dur (ext.)      | Alexa Glatch Mashona Washington       | Varvara Lepchenko Melanie Oudin          | 6-4, 6-2         |                 |
| 12 | 24-09-2012 | Party Rock Open Las Vegas           | ITF4            | 50 000 $        | Dur (ext.)      | Anastasia Rodionova Arina Rodionova   | Elena Bovina Edina Gallovits-Hall        | 6-2, 2-6, [10-6] |                 |
| 13 | 23-09-2013 | Party Rock Open Las Vegas           | ITF4            | 50 000 $        | Dur (ext.)      | Tamira Paszek Coco Vandeweghe         | Denise Muresan Caitlin Whoriskey         | 6-4, 6-2         |                 |
| 14 | 22-09-2014 | Red Rock Pro Open Las Vegas         | ITF4            | 50 000 $        | Dur (ext.)      | Verónica Cepede Royg María Irigoyen   | Asia Muhammad Maria Sanchez              | 6-3, 5-7; [11-9] |                 |
| 15 | 28-09-2015 | Red Rock Pro Open Las Vegas         | ITF4            | 50 000 $        | Dur (ext.)      | Julia Boserup Nicole Gibbs            | Paula Cristina Gonçalves Sanaz Marand    | 6-3, 6-4         |                 |
| 16 | 26-09-2016 | Red Rock Pro Open Las Vegas         | ITF4            | 50 000 $        | Dur (ext.)      | Michaëlla Krajicek Maria Sanchez      | Jamie Loeb Chanel Simmonds               | 7-5, 6-1         |                 |
| 17 | 11-09-2017 | Red Rock Pro Open Las Vegas         | ITF4            | 60 000 $        | Dur (ext.)      | An-Sophie Mestach Laura Robson        | Sophie Chang Alexandra Mueller           | 7-67, 7-62       |                 |
| 18 | 05-11-2018 | Red Rock Pro Open Las Vegas         | ITF4            | 80 000 $        | Dur (ext.)      | Asia Muhammad Maria Sanchez           | Sophie Chang Alexandra Mueller           | 6-3, 6-4         |                 |
| 19 | 04-11-2019 | Henderson Tennis Open Las Vegas     | ITF4            | 60 000 $        | Dur (ext.)      | Olga Govortsova Mandy Minella         | Sophie Chang Alexandra Mueller           | 6-3, 6-4         |                 |
|    | 2020       | Édition annulée                     | Édition annulée | Édition annulée | Édition annulée | Édition annulée                       | Édition annulée                          | Édition annulée  | Édition annulée |
| 21 | 04-10-2021 | Henderson Tennis Open Las Vegas     | ITF4            | 60 000 $        | Dur (ext.)      | Quinn Gleason Tereza Mihalíková       | Emina Bektas Tara Moore                  | 7-65, 7-5        |                 |
| 22 | 10-10-2022 | Henderson Tennis Open Las Vegas     | ITF4            | 60 000 $        | Dur (ext.)      | Carmen Corley Ivana Corley            | Katarina Kozarov Veronica Miroshnichenko | 6-2, 6-0         |                 |